# IC 69
IC 69 est une galaxie spirale intermédiaire située dans la constellation des Poissons. Sa vitesse par rapport au fond diffus cosmologique est de (4722 ± 22) km/s, ce qui correspond à une distance de Hubble de 69,6 ± 4,9 Mpc (∼227 millions d'al). IC 69 a été découverte par l'astronome américain Truman Safford en 1866. 
L'image de l'étude SDSS montre assez clairement la présence d'une barre au centre d'IC 69 et cette galaxie pourrait être qualifiée de spirale barrée. IC 69 présente une large raie HI.
À ce jour,deux mesures non basées sur le décalage vers le rouge (redshift) donnent une distance de 71,100 ± 1,273 Mpc (∼232 millions d'al), ce qui est tout juste à l'extérieur des valeurs de la distance de Hubble.

## Groupe de NGC 315
La galaxie IC 69 fait partie du groupe de NGC 315. Ce groupe comprend plus d'une quarantaine de galaxies. Outre IC 69, les principales galaxies de ce groupe sont NGC 226, NGC 243, NGC 262, NGC 266, NGC 311, NGC 315, NGC 338, IC 43 et IC 66. La galaxie NGC 252 incluse au groupe de NGC 315 dans un article d'Abraham Mahtessian devrait être ajoutée à cette liste.